# شمال الخليج (منطقة خليج سان فرانسيسكو)
شمال الخليج هو منطقة دون إقليمية توجد في منطقة خليج سان فرانسيسكو، كاليفورنيا في الولايات المتحدة. أكبر مدينة تتواجد في هذه المنطقة هي سانتا روزا. على أقل تقدير هذه المنطقة من أقل المناطق من حيث عدد السكان وأقلها تحضراً، فهي جزءاً من منطقة خليج سان فرانسيسكو. وهي تتألف من مارين، سونوما، نابا، والمقاطعات سولانو.